# Nerf cutané postérieur de l'avant-bras
Le nerf cutané postérieur de l'avant-bras (ou nerf cutané antébrachial postérieur ou rameau cutané externe du nerf radial) est un nerf sensitif de l'avant-bras

## Origine
Le nerf cutané postérieur de l'avant-bras nait du nerf radial dans le compartiment postérieur du bras, souvent avec le nerf cutané postérieur du bras, au niveau du bord externe de l'humérus dans la partie distale du sillon du nerf radial.

## Trajet
Le nerf cutané postérieur de l'avant-bras traverse le fascia brachial entre le muscle triceps brachial et le muscle brachio-radial.
Il innerve la face postérieure de l'avant-bras entre en dehors la zone sensitive du nerf musculocutané et celle en dedans du nerf cutané médial de l'avant-bras. Il établit une liaison avec ce dernier nerf.